# Барышников, Геннадий Яковлевич
Геннадий Яковлевич Барышников (род. 23 сентября 1945 года) — советский и российский географ-геоморфолог, организатор высшего образования. Президент Ассоциации геоморфологов России (с 2015), почетный член Русского географического общества (2014), заслуженный работник высшей школы Российской Федерации (2012). В 2006—2016 годах — декан географического факультета Алтайского государственного университета. Доктор географических наук, профессор,

## Биография
Родился 23 сентября 1945 года в г. Копейске Челябинской области.
1973 — окончил Томский государственный университет по специальности «география», специализация «геоморфология».
1981 — главный инженер Бийской экспедиции Алтайского треста инженерно-строительных изысканий Госстроя РСФСР.
1985 — окончил аспирантуру ТГУ по кафедре географии.
1986 — защитил кандидатскую диссертацию по теме «Особенности развития рельефа северо-восточной части Горного Алтая» в СО РАН.
1987 — заведующий кафедрой общего естествознания Бийского государственного педагогического института.
1991 — исполнительный директор Алтайского научно-образовательного комплекса.
1992 — заведующий кафедрой природопользования и геоэкологии Географического Факультета, Алтайский государственный университет, г. Барнаул.
1994 — защитил в Объединённом институте геологии, геофизики и минералогии СО РАН докторской диссертации на тему «Рельеф переходных зон горных сооружений».
2006 — наст. время декан Географического факультета АлтГУ.
2012 — Указом Президента РФ присвоено звание «Заслуженный работник высшей школы Российской Федерации»
2014 — Присвоено звание «Почётный член Российского географического общества»
2015 — Избран президентом «Ассоциации геоморфологов России»
Являлся соросовским профессором. К настоящему времени является действительным членом Международной академии наук высшей школы, почетным работником высшего профессионального образования Российской Федерации, членом межвузовского научно-координационного совета по проблеме эрозионных, русловых и устьевых процессов при МГУ имени М. В. Ломоносова.Также является отв. редактором раздела «Науки о Земле», зам редактора «Вестник Алтайского научного центра Сибирской академии наук высшей школы», редактором ежегодного сборника научных статей «География и природопользование Сибири», членом редколлегии журнала «Известия АлтГУ».
Автор нового научного направления «Геоморфология переходных зон горных сооружений». Общее количество публикаций — 238, из них монографий — 13. Число подготовленных докторов наук — 1, кандидатов наук — 8.
Руководитель научной школы в области природопользования и геоэкологии

## Крупные научные проекты последних лет
- грант РФФИ «Разнообразие как информационное свойство геосистем (2009—2011)»
- выполнение хоздоговорной темы по заданию администрации Алтайского края — «Сейсмобезопасность территории Алтайского края» (2003—2007);
- грант по программе «Университеты России» — «Разработка научных основ по обеспечению геоэкологической безопасности населения в Алтайском регионе в связи с катастрофическим землетрясением 27 сентября 2003 г. в Горном Алтае» (2004—2005);
- выполнение хоздоговорной темы по заданию Газпрома — «Оценка воздействия на окружающую среду в связи со строительством международного газопровода на Китай» (2006);
- выполнение хоздоговорной темы по договору с НИИ рационального природопользования Тюменского госуниверситета «Обустройство Ванкорской группы месторождений, строительство нефтепровода „Ванкорское месторождение — м. Ефремов Камень“ и морского нефтеотгрузочного терминала в бухте Ефремова» (2006).

Организованы и проведены всероссийские научно-практические конференции:
- «География — теория и практика: современные проблемы и перспективы» (2009);
- «Природно-ресурсный и экологический потенциал Сибири» (2010);
- «Географическое образование в Сибири» (2011);
- Конференция международного союза геоморфологов «Gradualism vs Catastrophism In Landscape Evolution» (2015 г.).

За 2003—2011 гг. отредактировано и выпущено в свет 11 сборников научных статей и материалов международных, всероссийских и региональных научно-практических конференций.